# Galumna grandjeani
Galumna grandjeani är en kvalsterart som beskrevs av Balogh 1962. Galumna grandjeani ingår i släktet Galumna och familjen Galumnidae. Inga underarter finns listade i Catalogue of Life.